# Alfabetul ebraic
Alfabetul ebraic (în ebr. אָלֶף-בֵּית עִבְרִי alef-bet ‘ivri) este seria de litere folosite de către limba ebraică. Acesta este un abjad, conținând exclusiv consoane, 22 la număr, fiecare având o triplă semnificație: un semn grafic reprezentând un sunet, un număr și o idee. Acesta se scrie de la dreapta la stânga, fiind folosit pentru a reprezenta mai multe limbi, inclusiv limba ebraică modernă, limba idiș și ladino. Literele nu au forme majuscule.
Cuvântul alef-bet rezultă din alăturarea primelor două litere ale alfabetului ebraic. Structura aceasta poate fi constatată de asemenea la alfabetul fenician, din care derivă și cel ebraic, precum și la alfabetul grec (alfa-beta).

## Prezentarea literelor
| Literă | Formă finală | Nume (însemnătate)     | Valoare numerică | Valoare fonetică (ebraica modernă) |
| ------ | ------------ | ---------------------- | ---------------- | ---------------------------------- |
| א      |              | alef (bou)             | 1                | mut, /ʔ/                           |
| ב      |              | bet (casă)             | 2                | /b/, /v/                           |
| ג      |              | ghimel (cămilă)        | 3                | /g/                                |
| ד      |              | dalet (ușă)            | 4                | /d/                                |
| ה      |              | he (fereastră)         | 5                | /h/                                |
| ו      |              | vav (cârlig)           | 6                | /v/                                |
| ז      |              | zain (sabie)           | 7                | /z/                                |
| ח      |              | het (perete)           | 8                | /x/, /χ/                           |
| ט      |              | tet (șarpe)            | 9                | /t/                                |
| י      |              | iod (mână)             | 10               | /j/                                |
| כ      | ך            | kaf (palmă)            | 20               | /k/, /x/                           |
| ל      |              | lamed (ham)            | 30               | /l/                                |
| מ      | ם            | mem (apă)              | 40               | /m/                                |
| נ      | ן            | nun (pește)            | 50               | /n/                                |
| ס      |              | sameh (stâlp)          | 60               | /s/                                |
| ע      |              | ain (ochi)             | 70               | /ʔ/, /ʕ/                           |
| פ      | ף            | pe (gură)              | 80               | /p/, /f/                           |
| צ      | ץ            | țadi (cârlig de pește) | 90               | /ʦ/                                |
| ק      |              | kof (ceafă)            | 100              | /k/                                |
| ר      |              | reș (cap)              | 200              | /r/, /ʀ/                           |
| ש      |              | șin sau sin (dinte)    | 300              | /ʃ/, /s/                           |
| ת      |              | tav (semn)             | 400              | /t/                                |

## Diacritice și vocale
Datorită conformației sale, alfabetul ebraic nu include litere care reprezintă vocale. Acestea sunt deduse din contextul unui anumit cuvânt alcătuit numai din consoane. Totuși, pentru dezambiguizare și clarificare, sunt folosite semnele grafice cunoscute ca nikudot (sing. nikud), care se amplasează dedesubtul sau deasupra unei litere pentru a marca vocala care îi urmează sau a evidenția o anume calitate a literei respective.
Tabelul următor exemplifică amplasarea acestor semne în jurul unei litere din alfabet.
| Nikud | Denumire    | Explicație (ebraica modernă)                                                                               |
| ----- | ----------- | --- |
| בַ     | patah       | reprezintă vocala /a/                                                                                      |
| בָ     | kamaț       | reprezintă vocala /a/, care este uneori închisă către /o/                                                  |
| בִ     | hirik       | reprezintă vocala /i/                                                                                      |
| בֵ     | țeire       | reprezintă vocala /e/                                                                                      |
| בֶ     | segol       | reprezintă vocala /e/                                                                                      |
| בֹ     | holam       | reprezintă vocala /o/                                                                                      |
| בֻ     | kubuț       | reprezintă vocala /u/                                                                                      |
| בְ     | șiva        | reprezintă lipsa unei vocale sau vocala /ə/ (â)                                                            |
| בֲ     | hataf patah | reprezintă vocala /a/ foarte scurtă                                                                        |
| בֳ     | hataf kamaț | reprezintă vocala /o/ foarte scurtă                                                                        |
| בֱ     | hataf segol | reprezintă vocala /e/ foarte scurtă                                                                        |
| בּ     | dagheș      | întărește sunetul consoanei (ex. bet în loc de vet)                                                        |
| בֿ     | rafe        | slăbește sunetul consoanei (ex. vet în loc de bet); folosită mai frecvent în idiș decât în ebraica modernă |
| שׁ     | punct șin   | denotă pronunția literei ש ca /ʃ/ (ș)                                                                      |
| שׂ     | punct sin   | denotă pronunția literei ש ca /s/                                                                          |

În ebraica modernă, semnele acestea sunt adesea omise din majoritatea publicațiilor. Pentru a înlesni citirea unui text fără aceste vocale, locurile unde apare vocala /u/ sau /o/ sunt marcate cu litera ו (vav) în loc de kubuț, iar vocala /i/ este marcată cu litera י (iod). Unde aceste două litere reprezintă consoane (/v/ respectiv /j/), ele apar dublate (וו, respectiv יי).
La seria de diacritice se mai adaugă semnele de prescurtare ׳ (ghereș) și ״ (gherșaim). Cel dintâi este amplasat după o literă ebraică atunci când aceasta reprezintă un număr sau când trebuie pronunțată altfel decât ar fi normal (ז׳ reprezintă cifra 7 sau sunetul "j" /ʒ/). Gherșaim figurează între penultima și ultima literă a unui cuvânt atunci când acesta este o prescurtare sau un acronim. Când este vorba de un inițialism se folosește ghereș în loc (גב׳ gveret - doamna).